# Freud, Além da Alma
Freud (bra: Freud, Além da Alma, ou Freud Além da Alma; prt: Freud, Além da Alma) é um filme norte-americano de 1962 dirigido por John Huston, com trilha sonora de Jerry Goldsmith.

## Sinopse
Biografia romanceada do pai da psicanálise, mostrando seus casos mais célebres e seu envolvimento com os pacientes.
A história da elaboração da teoria psicanalítica, que procura explicar nossa constituição psíquica. Reconstrói a vivência e as descobertas de seu criador, Sigmund Freud, em Paris e na cidade de Viena, entre os anos de 1885 e 1890.

## Elenco principal
- *Montgomery Clift ... Sigmund Freud
  - Susannah York ... Cecily Koertner
  - Larry Parks ... Dr. Josef Breuer
  - Susan Kohner ... Martha Freud
  - Eileen Herlie ... Frau Ida Koertner
  - Fernand Ledoux ... Dr. Charcot
  - David McCallum ... Carl von Schlossen
  - Rosalie Crutchley ... Frau Freud
  - David Kossoff ... Jacob Freud
  - Joseph Fürst ... Herr Jacob Koertner
  - Alexander Mango ... Babinsky
  - Leonard Sachs ... Brouhardier
  - Eric Portman ... Dr. Theodor Meynert
  - John Huston ... Narrador (voz)
  - Victor Beaumont ... Dr. Guber

## Prêmios e indicações
- Oscar (1963)

Indicado nas categorias:
-melhor trilha sonora (Jerry Goldsmith)
-melhor roteiro original
- Festival de Berlim (1963)

Indicado ao Urso de Ouro — John Huston
- Globo de Ouro (1963)

Indicado nas categorias:
-melhor filme
-melhor atriz (Susannah York)
-melhor diretor
-melhor atriz coadjuvante (Susan Kohner)